# 나가와정 (아오모리현)
나가와정(名川町)은 아오모리현 산노헤군의 중남부에 위치한 정이다. 2006년 1월 1일에 난부정 (이전)・후쿠치촌이 합병되어 새로운 난부정이 형성되어 자치체는 소멸하였다.

## 지리
마을 대부분이 평탄한 지형이며, 마부치강변의 평탄지에 많은 주민이 거주하고 있다. 서남부에는 마을의 상징인 나쿠이다케(名久井岳)가 우뚝 솟아 있다.
기후는 아오모리현 내에서는 비교적 온난하며, 겨울철 적설량도 많을 때 30cm 정도로 적은 눈이다.

## 역사
- 1889년 4월 1일 - 정촌제 시행에 의해 나쿠이촌, 기타가와촌이 성립하였다.
- 1955년 7월 29일 - 나구이촌, 기타가와촌이 합병해 나가와정이 되었다.
- 2005년 3월 17일 - 난부정, 후쿠치촌과 신설 합병하는 것을 아오모리현 지사에 신청하여 새로운 이름인 난부정이 되었다.
- 2006년 1월 1일 - 난부정, 후쿠치촌과 합병해 폐지되어 새로 형성된 난부정의 일부가 되었다.

## 교통

### 철도
- 아오이모리 철도 아오이모리 철도선

### 도로
- 국도 4호선
- 국도 104호선